# Friedrich von Gagern (General)

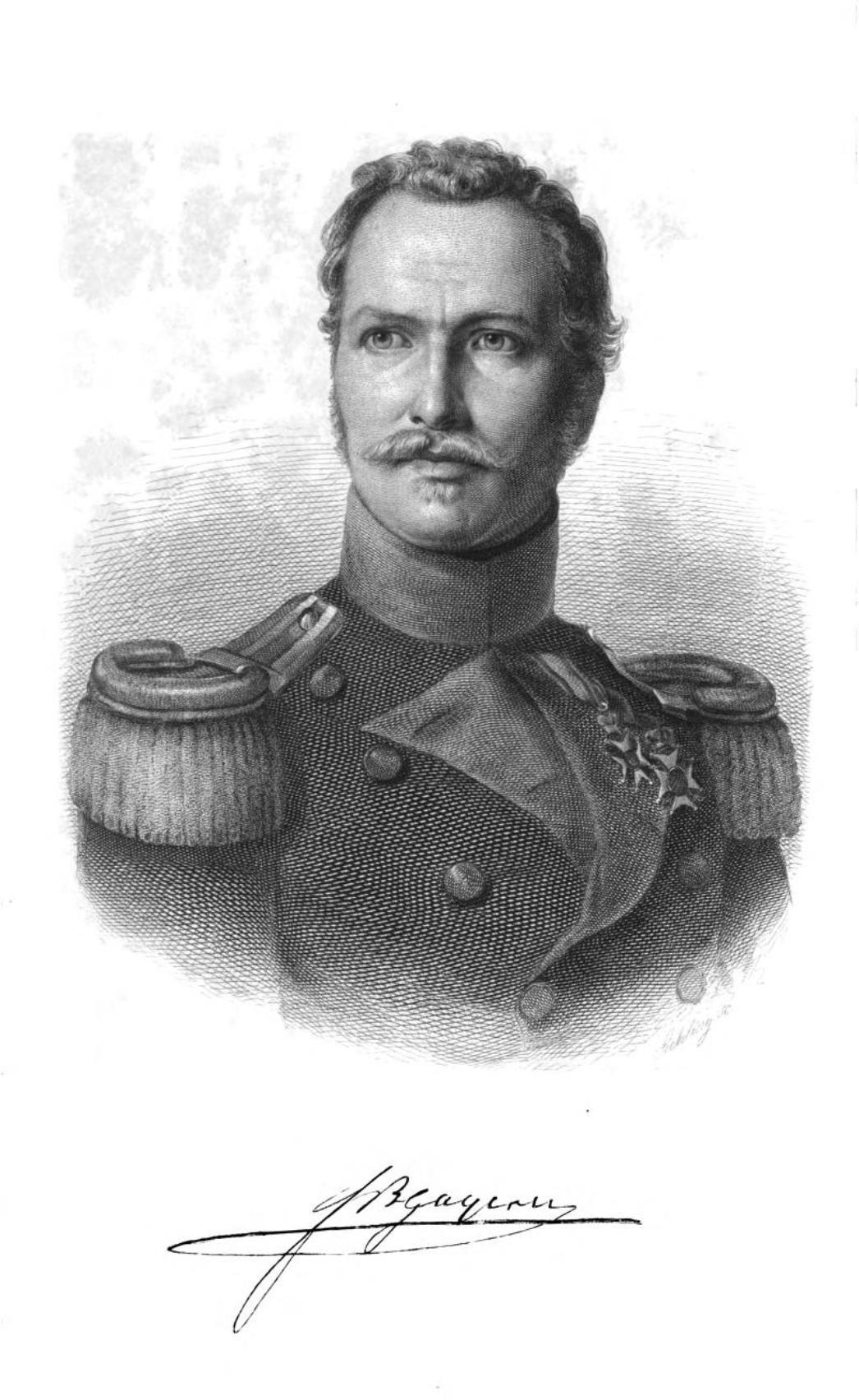
General Friedrich von Gagern

Friedrich Balduin Ludwig Freiherr von Gagern (* 24. Oktober 1794 in Weilburg; † 20. April 1848 bei Kandern (im Gefecht auf der Scheideck)) war ein niederländischer General deutscher Herkunft. Im April 1848 war er Befehlshaber der Truppen des Deutschen Bundes gegen den Heckeraufstand der radikalen Linken. Bei der Niederschlagung des Aufstands kam er ums Leben. Sein Bruder Heinrich wurde im Mai 1848 Präsident der Frankfurter Nationalversammlung.

## Leben

### Herkunft, Jugend und Studienzeit
Gagern entstammte dem alten rügenschen Adelsgeschlecht von Gagern und wurde als ältester von sieben Söhnen des nassauischen Ministers Hans Christoph Ernst von Gagern geboren. Seine Mutter war eine geb. Freiin v. Gaugreben. Er ist ein Bruder des Reichsministerpräsidenten Heinrich von Gagern und des Politikers Maximilian von Gagern. Als Westdeutschland 1795 zum Kriegsschauplatz wurde, folgten die Eltern dem nassauischen Fürstenhaus nach Bayreuth; erst 1800 kehrten sie nach Weilburg zurück. Gagern besuchte das Gymnasium und begleitete seinen Vater mehrfach auf dessen diplomatischen Reisen. Während der Jahre 1809 und 1810 hielt sich Gagern in Paris auf, um sich dort zum Besuch der École polytechnique vorzubereiten. Anschließend studierte er Rechtswissenschaften in Göttingen, Marburg und Gießen.
In Göttingen wurde er 1810 Mitglied der Corps Hannovera und Rhenania. 1814 wurde er Mitglied der Burschenschaft Teutonia Heidelberg und 1817 war er Mitgründer der Heidelberger Burschenschaft.

### Militärische Laufbahn

#### Befreiungskriege
Nach dem Studium schlug er die ihm vom Vater vorgezeichnete Offizierslaufbahn ein. Er ging nach Wien, trat dort als Kadett in österreichische Dienste und beteiligte sich 1812 am Feldzug Österreichs gegen Russland unter Fürst Schwarzenberg. 1813 wurde er zum Offizier befördert und nahm an den Befreiungskriegen gegen Frankreich teil. Sein Regiment gehörte dem Corps des Grafen Gyulay an. Der Vater, der mittlerweile als Generalbevollmächtigter in die Dienste des Prinzen von Oranien getreten war, zog den Sohn nach sich. Als der Prinz als König Wilhelm I. die Regierung der nördlichen Niederlande übernommen hatte, wurde Gagern im Januar 1814 als Hauptmann des Generalstabs und Ordonnanzoffizier des Prinzen von Oranien in der niederländischen Armee eingestellt. Als solcher nahm er 1815 an der Schlacht bei Waterloo und der Schlacht bei Quatre-Bras teil, in der er verwundet wurde.

#### Niederländische Dienste
In Paris gelangte er durch die Verbindungen des Vaters in die zu dieser Zeit maßgebenden politischen Kreise. Nach dem Frieden wurde Gagern vom Vater, der das Herzogtum Luxemburg beim Bundestag des Deutschen Bundes in Frankfurt vertrat, attachiert und studierte gleichzeitig bis Ende 1816 in Heidelberg. Er kehrte dann in die Niederlande zurück und arbeitete als Generalstabsoffizier bis 1823 an der großen Landestriangulation. Von 1824 bis Mai 1825 war er der Bundesmilitärkommission in Frankfurt zugeteilt; 1826 wurde er Major und fand bis 1830 verschiedene Verwendungen als Generalstabsoffizier innerhalb der belgischen Provinzen. Nach dem Ausbruch der belgischen Revolution 1830, als Prinz Friedrich von Oranien genötigt gewesen war, den Angriff auf Brüssel aufzugeben, wurde er Chef des Generalstabs unter Herzog Bernhard von Weimar.
Im Jahr 1834 wurde er zum Oberstleutnant befördert. Er schied nunmehr auch aus seinem Verhältnis zum Herzog Bernhard. Er trat zur Kavallerie über und erhielt dort bald das Kommando eines im ostniederländischen Deventer stationierten Dragonerregiments; er wurde zum Oberst befördert. Als solcher begleitete er den Prinzen Alexander von Oranien (Sohn des Prinzen von Oranien) 1839 nach Sankt Petersburg und Moskau. 1842 wurde Gagern zum Brigadekommandeur und Provinzialkommandanten von Nord-Holland in Haarlem.
Im Oktober 1843 wurde Gagern non-aktiv gestellt: Da für die niederländische Armee weniger Geld ausgegeben wurde, verkleinerte man sie. König Wilhelm II. ernannte ihn zu seinem „persönlichen Adjutanten im außerordentlichen Dienst“. Während der Beurlaubung verweilte er in seinem Elternhaus in Hornau.

#### Reise nach Südostasien
Im Juni 1844 wurde Gagern als Generalmajor mit einer besonderen vertraulichen Mission in die niederländischen Kolonien auf die Sunda-Inseln entsandt. Dort inspizierte er das Militär und die Verteidigungssysteme der Kolonien. Der amtliche Teil der Reise erstreckte sich auf Java, Madura und Sumatra. Hin- und Rückweg gaben ihm Gelegenheit, Madeira und Brasilien kennenzulernen und sich eingehende Anschauungen von Britisch-Indien und von Ägypten zu verschaffen. Die Expedition, deren Resultate die vollste Anerkennung des Königs und des Ministeriums fanden, nahm drei volle Jahre in Anspruch. Seine Tierpräparate-Sammlung gelangte später an das Museum Wiesbaden. Nach seiner Rückkehr wurde Gagern 1847 zum Provinzialkommandant von Südholland und zum Gouverneur der Residenz des niederländischen Königshauses in Den Haag ernannt.

#### Badische Aufstände und Märzrevolution

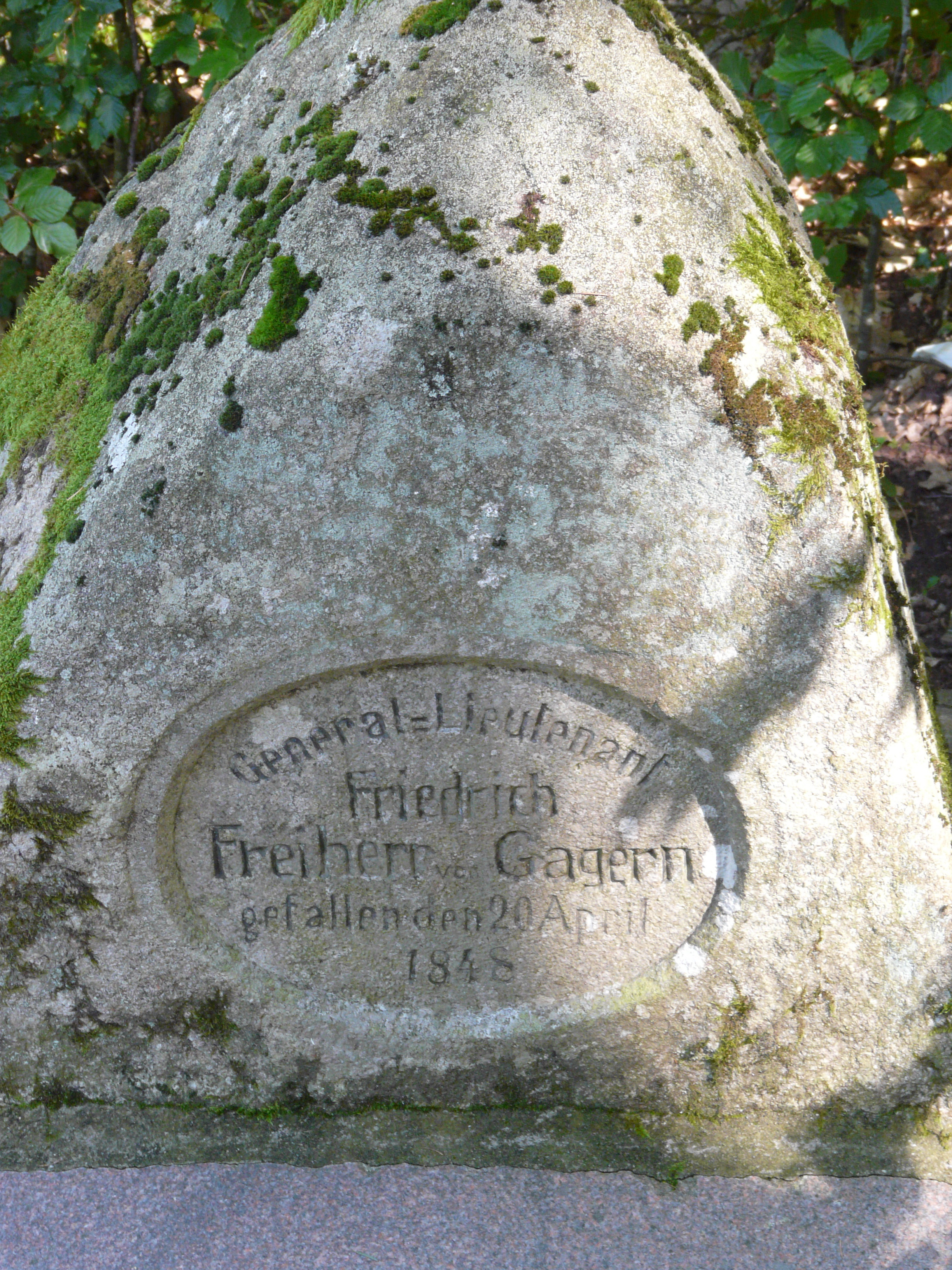
Gedenkstein für Gagern auf dem Scheideckpass
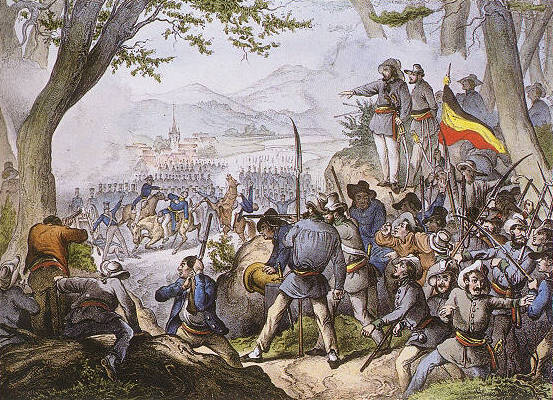
Tod des Generals Friedrich von Gagern im Gefecht bei Kandern
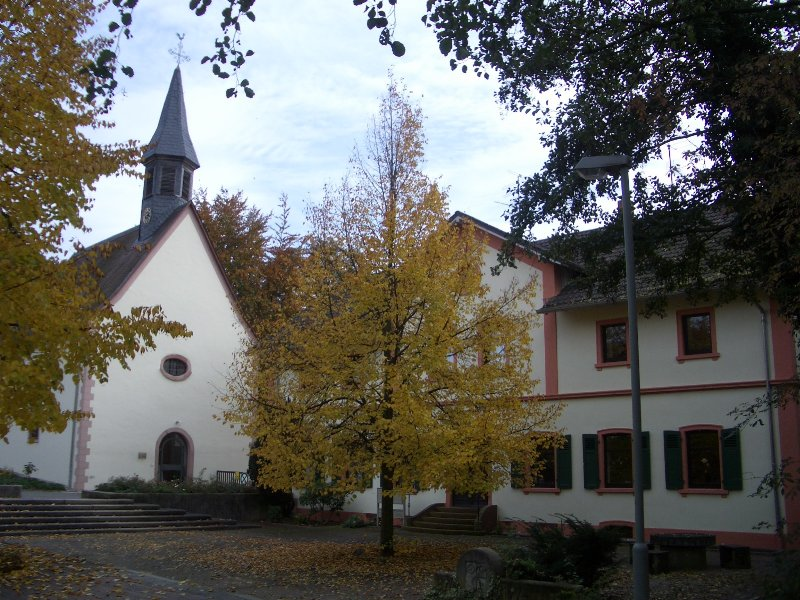
Hofgut der Familie Gagern in Hornau

Die Märzrevolution von 1848 veranlasste Gagern, in seine deutsche Heimat zurückzukehren. Am 13. April 1848 begann in Konstanz der Heckeraufstand und am 14. April wurde Gagern vom badischen Großherzog Leopold und dessen Kriegsminister Hoffmann zum zeitlichen Stellvertreter des Prinzen Maximilian als Kommandeur der mobilen Truppen der badischen Division des VIII. Korps der Bundesarmee berufen und erhielt den Rang eines Generalleutnants. Das Haus Baden wollte seine Mitglieder nicht in den bevorstehenden Auseinandersetzungen mit der eigenen Bevölkerung exponieren. 
Gagern stand immer noch in Diensten des niederländischen Königs Wilhelm II. und war nur beurlaubt. Er ließ sich von der deutschen Bundesversammlung die Dringlichkeit der Annahme dieser Berufung für die Sicherheit Badens bestätigen. Den Befehl zur sofortigen Rückkehr in die Niederlande, den er am 19. April in Schliengen erhielt, befolgte Gagern nicht.
Schon am 20. April traf er mit seinem Kontingent badischer und großherzoglich-hessischer Bundestruppen im Gefecht auf der Scheideck auf eine von Hecker geführte aufständische Freischar. Nachdem eine Unterredung mit Hecker auf einer Brücke bei Kandern nicht zu der beiderseits erwünschten unblutigen Lösung des Konflikts geführt hatte, kam es eine Stunde später auf der Passhöhe Scheideck zwischen Kandern und Steinen zum Kampf. Auf den Ruf aus den Reihen der Freischaren: „General vor!“ ging Gagern vor und versuchte vergeblich, die aufständischen Truppen durch Unterhandlungen und mündliche Aufforderungen zum Niederlegen der Waffen zu bestimmen. Dies wurde mit dem an die von Gagern angeführten Truppen gerichteten Aufruf zur Verbrüderung mit den Aufständischen beantwortet. Gagern stieg zu Pferd und im folgenden Feuergefecht wurde er unter nie geklärten Umständen mit drei Kugeln erschossen. Beide Seiten behaupteten, der Gegner hätte die Kampfhandlungen begonnen. Gagern wurde das erste Opfer des für seine Truppen siegreichen Gefechts bei Kandern. 1851 wurde ihm auf der Passhöhe ein Denkmal errichtet.
Sein Grab befindet sich in der Nähe des Familiengutes in Hornau.
Heinrich von Gagern schrieb später eine Biografie über den Bruder (Das Leben des Generals Friedrich von Gagern, drei Bände, 1856 und 1857). Mit der Biografie wurde ein wertvoller literarischer Nachlass veröffentlicht, nicht nur über die Person selbst, sondern auch über die damalige Zeit.

## Auszeichnungen
Friedrich von Gagern war Ritter und Offizier des Militär-Wilhelms-Orden.